# T Ursae Minoris
T Ursae Minoris är en pulserande variabel av Mira Ceti-typ i stjärnbilden Lilla björnen. 
Stjärnan har magnitud +7,8 och når i förmörkelsefasen ner till +15,0 med en period på 301 dygn.  Variabeln upptäcktes av den ryska astronomen Lydia Ceraski (Tseraski) den 13 februari 1902.